# 展翅高飞 (艾薇儿·拉维尼专辑)
《展翅高飞》（英語：Let Go）是加拿大唱作歌手艾薇儿·拉维尼的首张专辑，由爱丽斯塔唱片发行于2002年6月4日。在与爱丽斯塔签订唱片合约后的一年里，由于对专辑的音乐方向摇摆不定，拉维尼在歌唱事业上面临困境。为了在音乐事业上有所突破，她搬到了洛杉矶并录制了早期的专辑素材，但唱片公司对这些素材仍然不满意。之后她与音乐制作团队The Matrix进行了合作，他们能理解她对专辑制作的看法。乐评家将《展翅高飞》称为一张具有后垃圾摇滚风格导向的另类摇滚专辑。
这张专辑被认为是2002年流行音乐中最佳的处女作，在美国获得了七白金的唱片认证。尽管拉维尼的歌曲创作水平受到了一些批评，但该专辑的发行获得了普遍的积极评价。专辑在加拿大取得了极好的成绩，获得了加拿大音乐协会的钻石认证，并在世界许多国家达到了多白金唱片，包括英国，在英国拉维尼创造了获得冠军专辑最年轻女歌手的记录。
《展翅高飞》在全球范围内销量超过了1,600万张，是拉维尼迄今为止最畅销的专辑，也是21世纪加拿大歌手最畅销的专辑。根据《公告牌》，这张专辑在2000年代最畅销的专辑中排名第21位。在《滚石》的读者评选中，这张专辑被认为在2000年代最佳专辑中排名第四位。这张专辑被认为是改变流行朋克音乐风格的专辑之一，它将流行朋克音乐推向主流，促进了以女性为首的流行朋克乐队和以女性为主导的朋克音乐的兴起。2013年3月18日，《展翅高飞》与拉维尼的第二张录音室专辑《酷到骨子里》搭为双碟由RCA唱片重新发行。在2002年12月至2003年6月期间，拉维尼进行了让我闭嘴巡回演唱会为专辑进一步宣传。

## 背景
2000年11月艾薇儿和L.A. Reid的Arista Records签约，并开始了第一张专辑的制作。一年都没有进展，使得艾薇儿处于被Arista遗弃的边缘。Reid希望艾薇儿写写Folk曲风的歌曲，因为他们觉得艾薇儿很有新潮乡村范。但是这对刚刚发现电吉他为基调的摇滚魅力的艾薇儿来说行不通了。经纪人把别人写的歌给她，都被她拒绝，她坚持自己的创作。
在洛杉矶，她和作曲兼制作人Clif Magness，创作了Losing Grip和Unwanted，这让她对这张专辑有了比较全面的构想。但是公司对这样重的音乐显然不以为然，希望找其他制作人。
之后，艾薇儿引起了制作团队The Matrix的注意。公司表示不知道如何给艾薇儿定位。在听了艾薇儿早期创作后，他们觉得艾薇儿早期作品风格偏向Faith Hill。但是见到艾薇儿之后他们觉得这样的曲风和她的外表作风态度都对不上号，甚至他们发现艾薇儿因为在做自己不愿意做的事情而不开心。艾薇儿承认自己想要做倾向朋克摇滚的音乐。当日，The Matrix团队写了（Complicated）和〈Falling Down〉兩首歌，隔天播放給艾薇儿听，给予启发。艾薇儿让Reid试听过歌曲之后，Reid便同意她与整个团队的音乐方向，并将Complicated列为专辑的主打歌。接着团队花了两个月的时间制作另外十几首歌。L.A. Reid建议专辑用《Anything But Ordinary》为名，但艾薇儿拒绝了。

## 制作
与 The Matrix 合作之后，艾薇儿在洛杉磯录製歌曲，也与製作人兼作曲家科特·法兰斯卡和彼得·治佐合作。大部分的歌曲都是预先完成配乐，再由艾薇儿进行录製，母体的后製总监表示，每首歌大约都录製五至六次，专辑最终版本有 90% 是从第一或第二次录製中擷取。Complicated仅试唱3次就录取完成，而My World的一部分歌词是艾薇儿小时候上数学课时偷偷写的。
艾薇儿一开始以歌手兼作曲家為号召，但產生了一些争议。艾薇儿曾隐晦的透漏她是专辑的主要作者，在滚石杂誌的一篇文章中表示，母体的其中一个成员会参与写歌的过程，但该成员并未参与吉他部分、歌词或旋律的部分。此外，艾薇儿也表示，歌词全是由她和其中一成员克莉丝蒂一同完成，另一成员格拉罕则完成部分的吉他编曲，艾薇儿会在过程中给予意见。
虽然艾薇儿需要以流行歌曲打入音乐市场，但她觉得〈超复杂〉一曲并未能反映她的写歌技巧，儘管如此，她仍然相当感激这首歌曲让她的音乐事业一飞冲天。艾薇儿本身比较喜欢〈失去控制〉一曲，因為这首歌较贴近来自她内心的感觉。由於艾薇儿在製作此专辑时受到流行和摇滚乐的影响，专辑的音乐类型的定位相当广泛，如少年流行曲、流行庞克、流行摇滚、后车库和摇滚。

## 发行与宣传

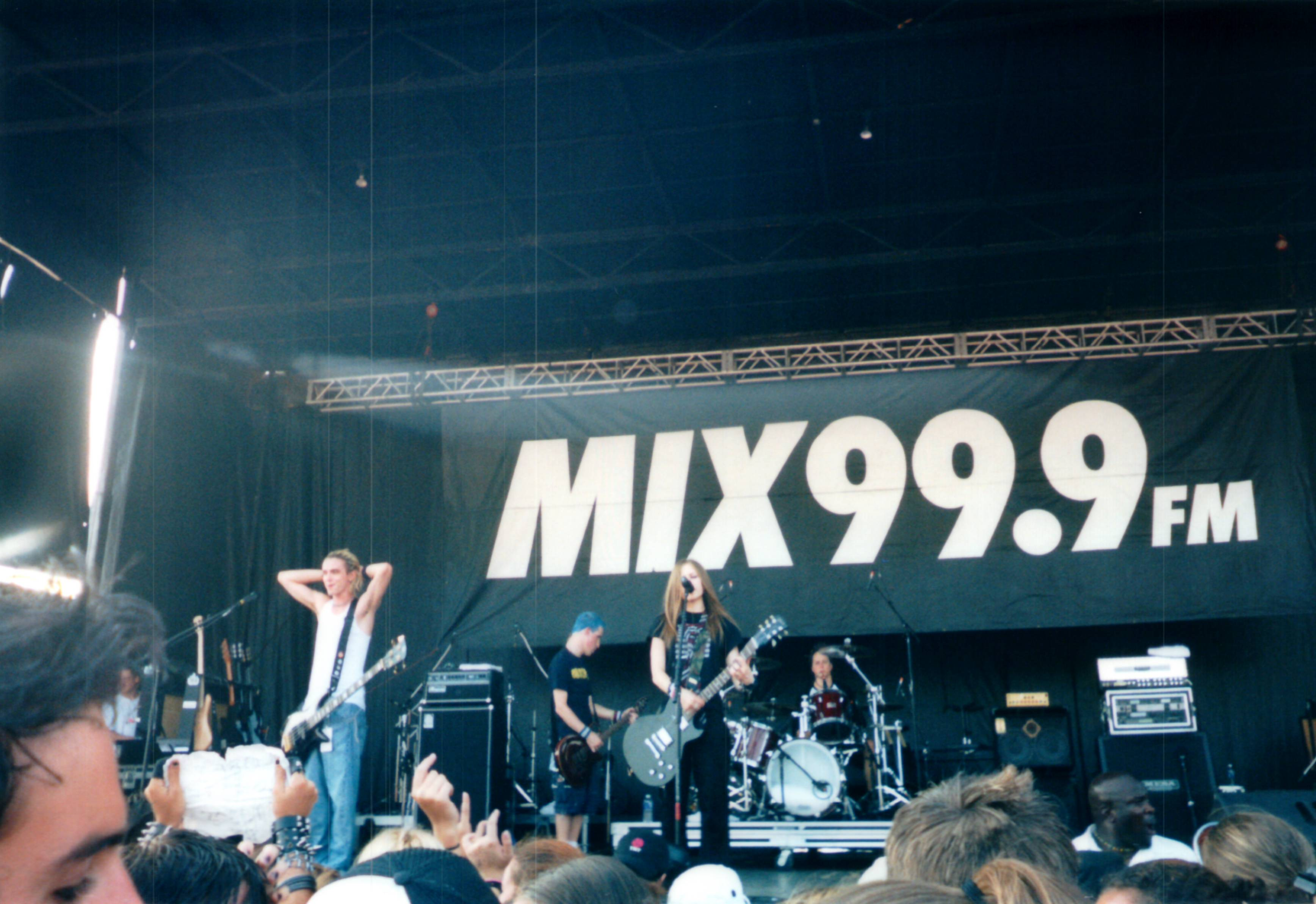
拉维尼于演唱会上表演以推广该专辑

该专辑于2002年6月4日在加拿大和美国发行。《展翅高飞》随后于7月22日在全世界的唱片店上架，于8月26日在欧洲的一些国家上架，包括英国和爱尔兰。该专辑的DataPlay版本于2002年9月发行。爱丽斯塔在2002年早些时候与DataPlay签订了协议，并将《展翅高飞》与摇滚歌手卡洛斯·山塔那和歌手惠特妮·休斯顿的专辑一起发行。
虽然拉维尼的目标听众是青少年，但她的职业生涯的成功启动归功于一个营销策略；拉维尼在全美各地的电台赞助的假日音乐节中演出，这一营销策略促使专辑在假日期间的销量上升。2003年1月23日起，她开始了她的第一次巡演——让我闭嘴巡回演唱会，该巡演于2003年6月4日结束。拉维尼与她签约后组成的乐队成员——鼓手马修·布兰恩（Matthew Brann）、贝斯手马克·斯皮科鲁克（Mark Spicoluk）、吉他手杰西·科尔本（Jesse Colburn）和埃文·陶本菲德一起巡演。在这次巡演中，她的巡演曲目包括了《展翅高飞》及B面中的所有歌曲，以及鲍勃·迪伦的〈敲开天堂之门〉和绿日乐队的〈神经衰弱〉。
拉维尼于2003年5月18日在纽约水牛城拍摄了她的表演，这是她为期五周的北美巡回演唱会的最后场。巡演的DVD《我的小小世界》于2003年11月4日由爱丽斯塔唱片和20世纪福克斯家庭娱乐联合发行，DVD包含了演唱会、幕后花絮、五个音乐视频和一张六首歌的加值音频CD，其中包括一首未收录于专辑的歌曲《为什么》（"Why"）。

### 单曲
〈超复杂〉由爱丽斯塔发行，作为专辑的主打歌，将拉维尼的介绍给不同年龄段的听众。然而，这首单曲的音乐视频中，拉维尼和她的乐队在一个商场里大肆破坏，“这种画面可能会让成年人认为‘真糟糕！’而不是为音乐叫好”。这首歌在几个国家的排行榜上名列前茅，并获得了格莱美奖年度歌曲和最佳流行女声表演的两个奖项的提名。
第二支单曲〈滑板少年〉的目标听众以欣赏流行朋克的青少年。〈滑板少年〉的发行在许多电台编排主管中产生了分歧。然而，在听众的支持下，他们的想法随之转变；这首单曲的早期的电台宣传被证明是成功的，表明其在大学毕业后的年轻听众中和青少年中一样受欢迎。这首歌在美国主流电台达到了第一。
〈跟随你〉于临近圣诞假期的2002年11月下旬发行，以希望能获得家庭听众们的注意。这首歌成为拉维尼的又一成功之作，在《公告牌》百强单曲榜上最高排名第四，在主流电台最高排名第一，在英国和加拿大排名前十。尽管单曲没有在澳大利亚正式发行，但仍然获得了电台和电视的播放。到目前为止，《展翅高飞》是拉维尼唯一一张在美国获得多首前十名单曲的专辑。这首歌还获得了与〈超复杂〉相同类别的两项格莱美奖提名。专辑以〈跟随你〉作为第三支单曲的发行安排被认为是“有争议的”，因为〈跟随你〉“被一些人认为是专辑中最有可能爆红的热门歌曲”，如果它先发行，可能会确立拉维尼作为一位更成熟的歌手的地位。据里德说，“有些人真的不明白这一点。对于第一个视频，有人担心，也许因为它是如此年轻和如此俏皮，它可能会疏远更严肃的音乐爱好者”。
〈失去控制〉作为该专辑的第四支单曲发行，“作为衔接下一张专辑的桥梁”，拉维尼说下张专辑将比她的首张专辑更偏向“硬摇滚”。2004年，歌曲获得了格莱美奖最佳摇滚女声表演的提名。
〈流浪动物〉作为第五支单曲于2003年5月在新西兰发行。歌曲出现在了电影《飞龙再生》（2003年）和《温布尔登》（2003年）中，并在电影《新婚告急》中短暂出现。2011年，这首歌的音乐视频被泄露到互联网上，该视频由未完成的官方镜头制作而成。〈别想玩弄我〉作为第六支也是最后一支单曲于2005年1月派台，比上一支单曲晚了近两年，而此时拉维尼的第二张录音室专辑《酷到骨子里》已经发行了，这实际上很有可能是将拉维尼第二张录音室专辑中的单曲〈没有人的家〉打错了。
其他歌曲是作为地区性电台专用单曲发行的。〈难以启齿的事〉在意大利作为电台专用单曲发行。〈没人要〉作为宣传单曲在英国发行。歌曲〈明天再说吧〉出现在了电视剧《超人前传》第二季的一集中，歌曲〈绝不平凡〉出现在了电视剧《猛禽小队》第一季的第三集中。

### 20周年纪念版
2022年6月3日，在原专辑发行20周年之际，发行了《展翅高飞》的新版本，包括13首原始曲目的重制版和6首额外曲目。其中四首加值曲目的原始版本以前曾在原声带上发行，并作为B面歌曲在《展翅高飞》的几张单曲以及拉维尼的宣传专辑《B面》（2001年）中发行。歌曲〈Make Up〉尽管于2008年曾在网上泄露，但并未得到正式发行。
此外，重新发行的版本中还收录了〈Breakaway〉的新版本，这首歌拉维尼最初于2001年创作，然后转手给了美国歌手凯莉·克拉克森，歌曲被收录于《公主日记2：皇家婚约》的原声带，后来也被收录于她2004年的歌曲同名专辑。拉维尼原版的试音版本先于在2014年在网上泄露。

## 专业评价
| 綜合得分          | 綜合得分 |
| 來源              | 評分     |
| ----------------- | -------- |
|                   | 68/100   |
| 評論得分          |          |
| 來源              | 評分     |
| AllMusic          | [ 21 ]   |
| 《Blender》       | [ 22 ]   |
| 《娱乐周刊》      | B−       |
| 《旋律》          | [ 24 ]   |
| 《Pitchfork》     | 6.6/10   |
| 《Q》             | [ 26 ]   |
| 罗伯特·克里斯特高 | [ 27 ]   |
| 《滚石》          | [ 28 ]   |
| 《偏锋杂志》      | [ 29 ]   |
| 《唱针杂志》      | B        |

《展翅高飞》获得了大部分乐评人积极的评价，在Metacritic上获得了68分的综合成绩，该分数是基于9个出版物的评价汇总得出的。《滚石》的乐评人帕特·布拉希尔（Pat Blashill）写道，这张专辑“充满了如同《互动全方位》节目中富有感染力赞歌的愤怒”，布拉希尔还称赞拉维尼有着“很棒的声乐表现”，并补充说她与“合格的制作人员”一起制作了这张专辑。AllMusic的克里斯蒂娜·萨拉切诺（Christina Saraceno）指出，拉维尼“巧妙地处理了各种风格”，同时还称赞她是“一位有唱功、有能力的词曲作家”，此外，萨拉切诺还认为，“在她这个年龄，我们可以想象，她仍然在寻找自己的脚步，借鉴她长大后听的音乐”。《Blender》杂志的约翰·佩里（John Perry）将《展翅高飞》总结为“杰出的吉他风格流行音乐处女作”。《Q》杂志的评论称赞拉维尼展示了“超越她年龄的音乐技巧”。《旋律》的卡伊·罗斯（Kaj Roth）认为拉维尼“唱歌很好听，有些歌曲有艾拉妮丝·莫莉塞特的影子”。《娱乐周刊》的乔恩·卡拉马尼卡为这张专辑打出了B-的评分，“拉维尼单调的处女作充满了缺乏想象力的吉他摇滚，而她歌曲中的真诚正好拯救了这一点”。
一些评论家对专辑中一些歌曲的歌词水平有相同的看法。萨拉切诺称拉维尼“在作词方面还有待成长”，断言〈滑板少年〉显示了她“作词方面的缺点”，并称〈要求太过分〉中的措辞“笨拙，有时会觉得很傻”。佩里指出 〈滑板少年〉的歌词实在是“幼稚到讨人喜欢”。

### 获奖表现
这张专辑为拉维尼赢得了众多奖项。这张专辑在商业上的成功表现使拉维尼在2002年MTV音乐录影带大奖上被提名为最佳新人，并赢得了世界音乐奖的加拿大最佳畅销歌手奖项。她在2003年MTV亚洲大奖赏赢得了三个奖项——最受欢迎女歌手、最受欢迎突破歌手和风格奖——这是在该奖项上表演者中获奖最多的一次。她的这张专辑在2003年格莱美奖上获得了五项提名，包括最佳新人和最佳流行演唱专辑。该专辑的单曲〈超复杂〉和〈跟随你〉分别在2003年和2004年的颁奖典礼上被提名为年度歌曲，该专辑累计获得了8项提名。拉维尼在2003年朱诺奖（在渥太华举办）上获得了六个奖项的提名，并赢得了四个奖项，包括最佳专辑和最佳新人。
| 年份 | 项目                  | 奖项                       | 结果 | 参考   |
| ---- | --------------------- | -------------------------- | ---- | ------ |
| 2002 | 迪士尼电台音乐奖      | 最佳专辑                   | 獲獎 | [ 35 ] |
| 2003 | 格莱美奖              | 最佳流行演唱专辑           | 提名 | [ 36 ] |
| 2003 | 香港唱片銷量大獎      | 十大最畅销外语专辑         | 獲獎 | [ 37 ] |
| 2003 | 匈牙利音乐奖          | 年度最佳外国现代摇滚乐专辑 | 提名 | [ 38 ] |
| 2003 | 日本金唱片大奖        | 年度最佳摇滚和流行专辑     | 獲獎 | [ 39 ] |
| 2003 | 朱诺奖                | 年度专辑                   | 獲獎 | [ 40 ] |
| 2003 | 朱诺奖                | 年度流行专辑               | 獲獎 | [ 40 ] |
| 2003 | MTV日本音乐录影带大奖 | 年度专辑                   | 提名 | [ 41 ] |
| 2003 | Premios Oye!          | 主流女歌手英语唱片         | 獲獎 | [ 42 ] |
| 2003 | 青少年选择奖          | 音乐选择奖：专辑           | 提名 | [ 43 ] |

## 曲目列表
| 曲序     | 曲目                               | 词曲                                             | 制作人                       | 时长  |
| -------- | ---------------------------------- | ------------------------------------------------ | ---------------------------- | ----- |
| 1.       | 失去控制 Losing Grip               | 艾薇儿·拉维尼 克里夫·马格尼斯 （ 英语 ： Clif Magness）      | 马格尼斯                     | 3:53  |
| 2.       | 超复杂 Complicated                 | 拉维尼 The Matrix （ 英语 ： The Matrix (production team)）                  | The Matrix                   | 4:05  |
| 3.       | 滑板少年 Sk8er Boi                 | 拉维尼 The Matrix                                | The Matrix                   | 3:23  |
| 4.       | 跟随你 I'm with You                | 拉维尼 The Matrix                                | The Matrix                   | 3:44  |
| 5.       | 流浪动物 Mobile                    | 拉维尼 马格尼斯                                  | 马格尼斯                     | 3:31  |
| 6.       | 没人要 Unwanted                    | 拉维尼 马格尼斯                                  | 马格尼斯                     | 3:40  |
| 7.       | 明天再说吧 Tomorrow                | 拉维尼 柯特·弗拉斯卡 （ 英语 ： Curt Frasca） 萨贝尔·布里尔 | 弗拉斯卡 布里尔 [a]          | 3:48  |
| 8.       | 绝不平凡 Anything but Ordinary     | 拉维尼 The Matrix                                | The Matrix                   | 4:12  |
| 9.       | 难以启齿的事 Things I'll Never Say | 拉维尼 The Matrix                                | The Matrix                   | 3:44  |
| 10.      | 我的小小世界 My World              | 拉维尼 马格尼斯                                  | 马格尼斯                     | 3:27  |
| 11.      | 别想玩弄我 Nobody's Fool           | 拉维尼 彼得·齐佐 （ 英语 ： Peter Zizzo）                   | 齐佐                         | 3:57  |
| 12.      | 要求太过分 Too Much to Ask         | 拉维尼 马格尼斯                                  | 马格尼斯                     | 3:46  |
| 13.      | 赤裸裸 Naked                       | 拉维尼 弗拉斯卡 布里尔                           | 弗拉斯卡 马格尼斯 布里尔 [a] | 3:27  |
| 总时长： | 总时长：                           | 总时长：                                         | 总时长：                     | 48:37 |

| 日本版加值曲目 | 日本版加值曲目 | 日本版加值曲目 | 日本版加值曲目 | 日本版加值曲目 |
| 曲序           | 曲目           | 词曲           | 制作人         | 时长           |
| -------------- | -------------- | -------------- | -------------- | -------------- |
| 14.            | Why            | 拉维尼 齐佐    | 齐佐           | 4:00           |
| 总时长：       | 总时长：       | 总时长：       | 总时长：       | 52:37          |

| 日本特别版加值曲目 | 日本特别版加值曲目              | 日本特别版加值曲目 |
| 曲序               | 曲目                            | 时长               |
| ------------------ | ------------------------------- | ------------------ |
| 15.                | Complicated (TV track version)  | 4:05               |
| 16.                | Sk8er Boi (TV track version)    | 3:24               |
| 17.                | I'm with You (TV track version) | 3:46               |
| 18.                | Losing Grip (TV track version)  | 3:53               |
| 总时长：           | 总时长：                        | 1:07:45            |

| 20周年纪念版 | 20周年纪念版 | 20周年纪念版                                                     | 20周年纪念版                                                     | 20周年纪念版 |
| 曲序         | 曲目         | 词曲                                                             | 制作人                                                           | 时长         |
| ------------ | ------------ | ---------------------------------------------------------------- | ---------------------------------------------------------------- | ------------ |
| 14.          | Why          | 拉维尼 齐佐                                                      | 齐佐                                                             | 3:54         |
| 15.          | Get Over It  | 拉维尼 The Matrix                                                | The Matrix                                                       | 3:29         |
| 16.          | Breakaway    | 拉维尼 布里奇特·贝内纳特 （ 英语 ： Bridget Benenate） 马修·杰拉德 （ 英语 ： Matthew Gerrard） | 迪伦·麦克莱恩 约翰·费尔德曼 （ 英语 ： John Feldmann） 杰拉德 斯科特·斯图尔特 | 3:43         |
| 17.          | Falling Down | 拉维尼 The Matrix                                                | The Matrix                                                       | 3:57         |
| 18.          | I Don't Give | 拉维尼 The Matrix                                                | The Matrix                                                       | 3:39         |
| 19.          | Make Up      | 拉维尼 The Matrix                                                | The Matrix                                                       | 3:14         |
| 总时长：     | 总时长：     | 总时长：                                                         | 总时长：                                                         | 1:10:43      |

| 日本巡演特别限定版加值DVD | 日本巡演特别限定版加值DVD        |
| 曲序                      | 曲目                             |
| ------------------------- | -------------------------------- |
| 1.                        | Complicated (video)              |
| 2.                        | Sk8er Boi (video)                |
| 3.                        | I'm with You (video)             |
| 4.                        | A Day in the Life – N.Y.C. (EPK) |

| 亚洲巡演版加值碟 | 亚洲巡演版加值碟                            |
| 曲序             | 曲目                                        |
| ---------------- | ------------------------------------------- |
| 1.               | Get Over It (audio)                         |
| 2.               | Why (audio)                                 |
| 3.               | Unwanted (live audio)                       |
| 4.               | I'm with You (live audio)                   |
| 5.               | Nobody's Fool (live audio)                  |
| 6.               | Exclusive Behind-the-Scenes Footage (video) |
| 7.               | Complicated (video)                         |
| 8.               | Sk8er Boi (video)                           |
| 9.               | I'm with You (video)                        |
| 10.              | Losing Grip (video)                         |

注释
- ^[a] 为和声制作人

## 制作人员
制作人员列表来自barnesandnoble.com。
| 音乐 - 艾薇儿·拉维尼 – 主唱、吉他、和声 - 萨贝尔·布里尔 – 和声 - The Matrix – 和声 - 克里夫·马格尼斯 – 贝斯、吉他、电吉他、键盘、鼓循环 - 丹尼斯·约翰逊 – 拍子、scratching - 杰夫·艾伦 – 贝斯 - 素洁片山 – 大提琴 - 乔·博纳迪奥 – 鼓 - 乔什·弗里兹 – 鼓 - 亚历克斯·埃琳娜 – 鼓 - 柯特·弗斯卡 – 吉他、混奏 - 格里·伦纳德 – 吉他 - 彼得·齐佐 – 吉他 - 科基·詹姆斯 – 吉他 | 制作 - 克里夫·马格尼斯 – 程序、制作人、工程 - “L.A.”·里德 – 执行制作人 - 里克·科尔 – 工程 - 莱昂·泽尔沃斯 – 母带 - 柯特·弗斯卡 – 程序、制作人、工程 - 彼得·齐佐 – 编曲、制作人、工程、Pro Tools - 乔恩·伯曼 – 工程 - 艾薇儿·拉维尼 – 艺术指导 - 詹·斯卡托尔 – 程序、Pro-Tools - 卡伦·希尔 - 专辑推广摄影 |

## 榜单
| 榜单（2002年–2003年）                     | 最高排行 |
| ----------------------------------------- | -------- |
| 澳大利亞（ARIA專輯榜）                    | 1        |
| 奧地利（奧地利Ö3專輯榜）                  | 2        |
| 比利時法蘭德斯（Ultratop專輯榜）          | 7        |
| 比利時瓦隆（Ultratop專輯榜）              | 9        |
| 加拿大（《告示牌》Canadian Albums Chart） | 1        |
| Czech Albums (ČNS IFPI)                   | 7        |
| 丹麥（Hitlisten專輯榜）                   | 6        |
| 荷蘭（MegaCharts專輯榜）                  | 4        |
| European Albums (Music & Media)           | 2        |
| 芬蘭（Suomen virallinen lista專輯榜）     | 9        |
| 法國（SNEP專輯榜）                        | 13       |
| 德國（Offizielle Top 100專輯榜）          | 2        |
| Greek Albums (IFPI)                       | 2        |
| 匈牙利（MAHASZ專輯榜）                    | 11       |
| 愛爾蘭（IRMA專輯榜）                      | 1        |
| 義大利（FIMI專輯榜）                      | 6        |
| Japanese Albums (Oricon)                  | 6        |
| 紐西蘭（RMNZ專輯榜）                      | 1        |
| 挪威（VG-lista專輯榜）                    | 3        |
| 波蘭（ZPAV專輯榜）                        | 23       |
| 葡萄牙（AFP專輯榜）                       | 10       |
| 蘇格蘭（OCC專輯榜）                       | 1        |
| Spanish Albums (AFYVE)                    | 17       |
| 瑞典（Sverigetopplistan專輯榜）           | 6        |
| 瑞士（Schweizer Hitparade專輯榜）         | 2        |
| 英國（OCC專輯榜）                         | 1        |
| 美国（《告示牌》200）                     | 2        |

| 榜单（2002年）                                    | 排名 |
| ------------------------------------------------- | ---- |
| Australian Albums (ARIA)                          | 10   |
| Austrian Albums (Ö3 Austria)                      | 26   |
| Belgian Albums (Ultratop Flanders)                | 40   |
| Belgian Albums (Ultratop Wallonia)                | 65   |
| Canadian Albums (Nielsen Soundscan)               | 4    |
| Canadian Alternative Albums (Nielsen Soundscan)   | 2    |
| Danish Albums (Hitlisten)                         | 30   |
| Dutch Albums (Album Top 100)                      | 58   |
| European Albums (Music & Media)                   | 23   |
| Finnish Albums (Suomen virallinen lista)          | 29   |
| French Albums (SNEP)                              | 80   |
| German Albums (Offizielle Top 100)                | 30   |
| Irish Albums (IRMA)                               | 12   |
| Italian Albums (FIMI)                             | 29   |
| Japanese Albums (Oricon)                          | 49   |
| New Zealand Albums (RMNZ)                         | 24   |
| Swedish Albums (Sverigetopplistan)                | 42   |
| Swedish Albums & Compilations (Sverigetopplistan) | 55   |
| Swiss Albums (Schweizer Hitparade)                | 18   |
| UK Albums (OCC)                                   | 16   |
| US Billboard 200                                  | 14   |
| Worldwide Albums (IFPI)                           | 2    |

| 榜单（2003年）                           | 排名 |
| ---------------------------------------- | ---- |
| Australian Albums (ARIA)                 | 3    |
| Austrian Albums (Ö3 Austria)             | 34   |
| Belgian Albums (Ultratop Flanders)       | 26   |
| Belgian Albums (Ultratop Wallonia)       | 31   |
| Danish Albums (Hitlisten)                | 55   |
| Dutch Albums (Album Top 100)             | 38   |
| European Albums (Billboard)              | 5    |
| French Albums (SNEP)                     | 38   |
| German Albums (Offizielle Top 100)       | 20   |
| Hungarian Albums (MAHASZ)                | 82   |
| Irish Albums (IRMA)                      | 13   |
| Italian Albums (FIMI)                    | 39   |
| Japanese Albums (Oricon)                 | 26   |
| New Zealand Albums (RMNZ)                | 18   |
| South Korean International Albums (MIAK) | 1    |
| Swedish Albums (Sverigetopplistan)       | 92   |
| Swiss Albums (Schweizer Hitparade)       | 35   |
| UK Albums (OCC)                          | 11   |
| US Billboard 200                         | 5    |
| Worldwide Albums (IFPI)                  | 9    |

| 榜单（2000年–2009年）    | 排名 |
| ------------------------ | ---- |
| Australian Albums (ARIA) | 14   |
| UK Albums (OCC)          | 40   |
| US Billboard 200         | 21   |

| 榜单                       | 排行 |
| -------------------------- | ---- |
| Irish Female Albums (IRMA) | 30   |
| US Billboard 200           | 58   |

## 销量认证
| 地區                                  | 认证    | 认证单位/销量 |
| ------------------------------------- | ------- | ------------- |
| 阿根廷（阿根廷音像製品協會）          | 2× 白金 | 80,000^       |
| 澳大利亚（澳大利亚唱片业协会）        | 7× 白金 | 490,000^      |
| 奥地利（國際唱片業協會奧地利分會）    | 白金    | 40,000*       |
| 比利时（比利時唱片音樂協會）          | 金      | 25,000*       |
| 巴西（巴西唱片業協會）                | 2× 白金 | 500,000*      |
| 加拿大（加拿大音乐协会）              | 钻石    | 1,000,000^    |
| 丹麦（國際唱片業協會丹麥分會）        | 白金    | 40,000^       |
| 芬兰（國際唱片業協會芬蘭分會）        | 金      | 16,256        |
| 法国（法國唱片出版業公會）            | 2× 金   | 373,800*      |
| 德国（聯邦音樂產業協會）              | 3× 金   | 450,000^      |
| 希腊（國際唱片業協會希臘分會）        | 金      | 10,000^       |
| 香港（國際唱片業協會（香港會））      | 白金    | 20,000*       |
| 匈牙利（匈牙利录音制品制作者协会）    | 金      | 10,000^       |
| 爱尔兰（愛爾蘭唱片音樂協會）          | 8× 白金 | 120,000^      |
| 意大利（意大利音乐产业联盟）          | 金      | 25,000‡       |
| 日本（日本唱片協會）                  | 百萬    | 1,140,000     |
| 墨西哥（墨西哥音像製品協會）          |         | 75,000^       |
| 荷兰（荷蘭音像製品製作與進口協會）    | 白金    | 80,000^       |
| 新西兰（新西兰唱片音乐协会）          | 5× 白金 | 75,000^       |
| 挪威（國際唱片業協會挪威分会）        | 白金    | 30,000*       |
| 波兰（波蘭音像製造商協會）            | 金      | 35,000*       |
| 葡萄牙（葡萄牙唱片業協會）            | 金      | 20,000^       |
| 西班牙（西班牙音樂製作協會）          | 白金    | 100,000^      |
| 瑞典（瑞典唱片業協會）                | 白金    | 40,000^       |
| 瑞士（國際唱片業協會瑞士分会）        | 2× 白金 | 80,000^       |
| 台灣（唱片出版事業基金會）            | 5× 白金 | 150,000       |
| 英国（英国唱片业协会）                | 6× 白金 | 1,800,000     |
| 美国（美國唱片業協會）                | 7× 白金 | 7,000,000。   |
| 綜合                                  |         |               |
| 欧洲（國際唱片業協會）                | 2× 白金 | 2,000,000*    |
| 全球                                  | —       | 16,000,000    |
| *僅含認證的實際銷量 ^僅含認證的出貨量 |         |               |

## 外部連結
- Template:Metacritic album